# Скальдическая поэзия
Скальди́ческая поэ́зия (норв. Skaldekvad) — разновидность поэзии древней Скандинавии. Поэтическое творчество скандинавов и исландцев принято делить на два кардинально различающихся рода: на эддическую и скальдическую поэзию. В то время как эддическая поэзия отличается простотой формы и содержанием эпического характера и близка к фольклору, поэзия скальдическая обладает нарочито изощрённой формой и часто весьма бедным содержанием.
Скальдическая традиция сложилась уже к первой половине IX века. Она чрезвычайно устойчиво сохранялась ещё около двухсот лет после введения письменности в Исландии, крайне медленно разлагаясь под влиянием европейских письменных литератур.

## Скальд
Скальд — древнескандинавский поэт-певец. Скальды жили преимущественно при дворах и дружинах конунгов и творили в период с IX по XIV в. Основными жанрами их поэзии были: драпа (боевая песня, прославлявшая подвиги конунга, его дружины и выражавшая героические идеалы), нид и отдельная виса. За хорошее произведение скальд мог получить целое состояние.
Песни скальдов, исполнявшиеся самими поэтами без музыкального сопровождения, сохранялись в течение ряда столетий в устной традиции. Поэзия скальдов имеет авторство: известно около 350 имён. Наиболее известные скальды: Браги Боддасон (IX в.), Эгиль Скаллагримссон (ок. 910 — ок. 990), Кормак Эгмундарсон (X в.), Снорри Стурлусон и др.
Первые скальды были норвежцами. В X в. искусство скальдов получило широкое распространение в Исландии. С этого времени большинство скальдов при дворах знати происходили из Исландии.

## Вопрос происхождения
Существует несколько теорий происхождения скальдической поэзии: «кельтское влияние», традиция придворного церемониала (Ж. де Фрис), происхождение произведений такого рода из пережитков архаического сознания, которое присваивало слову и словесной форме магическое значение (Е. Норрен, А. Ольмаркс). Скандинавист М. И. Стеблин-Каменский вопрос появления и развития скальдической поэзии как специфической литературной формы возводил к проблеме авторства и «пограничного» положения между литературой и фольклором.

## Авторство
Скальдическая поэзия — первый этап перехода к осознанному авторству в поэзии. Авторство ещё не распространяется на содержание произведения, а пока что только на форму, это промежуточная, пограничная стадия между собственно литературой и фольклором.
Все усилия скальда направлены на изощрённую разработку формы, которая как бы независима от содержания. Эта гипертрофия формы является следствием своего рода неполноценного авторства. Скальды, правда, несомненно сознают себя авторами своих произведений. Скальд гордится своими произведениями. По существу, у скальдов уже налицо авторское право, хотя и весьма примитивное. По-видимому, у них уже существует и некоторое представление о плагиате. Однако авторство распространяется у них только на форму, но не на содержание.
Стеблин-Каменский возводит происхождение такого типа творчества, как скальдическая поэзия, именно к тому факту, что, не имея возможности и осознанного желания менять содержание произведения, автор меняет форму, максимально усложняя её и проявляя тем самым своё личностное начало.

## Форма
Как эддическое, так и скальдическое стихосложение восходит к древнегерманскому аллитерационному стиху, той его форме, которая существовала у германцев ещё до нашей эры. Скальдическое стихосложение вполне сложилось уже в ту эпоху, к которой относятся древнейшие памятники — к первой половине IX века. Аллитерация в скальдическом стихосложении — строго регламентированная основа стиха. Кроме того, в скальдическом стихе регламентированы внутренние рифмы, количество слогов в строке и строк в строфе.
Снорри Стурлусон в «Перечне размеров», стихотворной части «Младшей Эдды», приводит 102 висы, каждая из которых иллюстрирует новый размер, расстановку аллитераций и внутренних рифм в строфе, количество слогов в строке и т. д.
Наиболее распространённый стихотворный размер — дротткветт (dróttkvætt), им сочинено пять шестых всей скальдической поэзии.
Другие разновидности скальдических размеров:
- Квидухатт
- Тёглаг
- Хрюнхент
- Рунхент

Отдельные предложения в скальдической строфе могут переплетаться или вставляться одно в другое. Количество типов такого переплетения достигает полусотни, и это особенно затрудняет чтение и расшифровку произведений.

Гефн вина, виновны

Премного предо мною
Родичи — В кровати -
Кровные — под кровом
Ими на лихо люба
Слеплена столь лепо.
Тролли бы побрали
Разом их старанья!

— Гуннлауг Змеиный Язык, перевод С.В. Петрова

Гудрун из мести

Гор деве вместе
Хар был умелый
Хамдир был смелый
Сынов убила.
С Ньердом не мило.
Конесмиритель.
Копьегубитель.

— Торд сын Сьярека, перевод С.В. Петрова
Каким образом могла возникнуть такая сложная синтаксическая структура, до сих пор остаётся загадкой. Возможно, это обусловлено сложностью и жёсткостью стихотворных размеров, которая, чтобы быть соблюдённой, вынуждала переплетать предложения; есть предположение, что синтаксис усложнялся сознательно, в целях большей образности или искусственного затемнения смысла, связанного с магической функцией стиха. Существует также предположение, что по крайней мере некоторые жанры скальдической поэзии первоначально предназначались для исполнения на два голоса, а потом такое специфическое построение текста стало традиционным.

## Жанры
Основной жанр скальдической поэзии — хвалебная песнь. Хвалебные песни слагались в основном в честь тех или иных правителей и часто обеспечивали скальду покровительство. Известны даже несколько хвалебных песен — «выкупов головы», то есть за хорошую драпу скальда могли не только наградить, но и избавить от того или иного наказания.
Основная форма скальдической хвалебной песни — драпа (dråpa). В её структуре обязательно были несколько вставных предложений («стев», то есть припев), которые делили драпу на несколько отрезков. Стев может даже совершенно не соотноситься по содержанию с темой самой драпы.
Стев отличает драпу от флокка (flokk), цикла вис, не разбитых стевом. Драпа считалась более торжественной, чем флокк.
Драпа и флокк состоят из самостоятельных метрически и содержательно вис, и в хвалебных песнях никогда не бывает ничего похожего на сюжет. Единственная последовательность, которую можно проследить — это хронология описываемых событий, отражённых, впрочем, неиндивидуализированно. В драпах говорится всегда о современных скальду событиях, очевидцем которых он был или о которых слышал от очевидцев.
Разновидностью хвалебной песни была так называемая щитовая драпа, то есть драпа, в которой даётся описание изображений на щите, полученном скальдом в дар от прославляемого покровителя. Или как вариант сама писалась на щите и имела статус оберега для владельца.
Отдельная виса — также жанр скальдической поэзии. Они сохранились как цитаты в сагах, где они приводятся как сказанные кем-то из героев. Скальдическая виса — это, в отличие от драпы, бескорыстное творчество, но висы построены по тем же ритмическим и стилистическим канонам, и их содержание на порядок разнообразнее содержания драпы. Виса может рассказывать о поединке, сделке, свидании, краже, случайной встрече, о сновидении и пр.
Хулительные стихи — ниды — считаются отдельным жанром скальдической поэзии и занимают в ней отдельное место. По форме они не отличаются от других отдельных вис, по содержанию могут отражать тот же спектр ситуаций, но описанных соответствующим негативным образом. Зачастую ниды маскировали под драпы, так как отношение к нидам было очень серьёзным, им приписывалась магическая сила, и осмеяние, заключённое в усложнённую, сознательно затемнённую форму, воспринималось как заклинание — за которое скальда могли и казнить на месте. Тогда как в драпе предметами традиционного восхваления были доблесть и щедрость мужчин и красота женщин (чаще в отдельных висах), в ниде использовался мотив травестирования — худшая из «непроизносимых речей» древнего скандинава:

Харальд сел на судно,

Став конём хвостатым.
Ворог ярый вендов
Воском там истаял.
А под ним был Биргир
В обличье кобылицы.
Свидели воистину
Вои таковое.

— Нид исландцев о Харальде Синезубом, перевод С.В. Петрова

## Фразеология
Своеобразным учебником скальдической фразеологии является «Язык поэзии», вторая часть «Младшей Эдды» Снорри Стурлусона.
Основные стилистические элементы скальдической поэзии — хейти (heiti) и кеннинги (kjenning). Именно система многочленных иносказательных обозначений так затрудняет восприятие и затемняет смысл скальдической поэзии:

Сив солнца ясна пояса

Сига кику вскинет,
Гна огня мест сокола
Горд убор надела.
Солнца браги рога
Речь теплом согрета,
Но под тою статью
Тайна чрезвычайна.

— Лейкнир Берсерк, перевод С.В. Петрова

## Мёд поэзии
Миф о мёде поэзии рассказан в «Младшей Эдде» Снорри Стурлусона. Два племени богов, асы и ваны, в знак заключения мира сотворили человека по имени Квасир. Квасир был так мудр, что не было вопроса, на который он не мог бы ответить. Он странствовал по миру и учил людей мудрости. Однажды два злобных карлика заманили Квасира к себе и убили его. Его кровью они наполнили три чаши, смешали её с мёдом, и получившееся питьё каждого, кто бы ни отведал его, делало скальдом или учёным. Многие погибли, пока мёд поэзии переходил из рук в руки. Наконец, он был спрятан в скалах великаном Суттунгом, и сторожить его была приставлена его дочь по имени Гуннлед. Один задумал получить мёд. Он просверлил дыру в скале, обернулся змеёй и прополз в пещеру, где сидела Гуннлед. Она позволила ему выпить три глотка мёда, и Один осушил все три чаши. Он вылез обратно и полетел обратно к асам в обличии орла. Там он выплюнул мёд в большую чашу, и с тех пор скальдов зовут «отведавшими мёда поэзии». Но мёда было слишком много, и часть его вылетела у орла из-под хвоста. И говорят, что этот мёд достался плохим скальдам.

## Скальдическая поэзия и саги
Многие образцы скальдической поэзии дошли до нас как стихотворные фрагменты, включённые в саги, как повествующие о самих скальдах («Сага о Гуннлауге», «Сага о Бьёрне», «Сага о Халльфреде», «Сага об Эгиле», «Сага о Гисли», «Сага о Кормаке» и др.), так и упоминающие скальдов вскользь («Сага о Стурлунгах», «Сага об оркнейцах», «Гнилая кожа», «Сага о битве на Пустоши», «Сага о Ньяле», «Сага о людях с Песчаного берега» и др.). Ситуативность многих скальдических стихов, включённых в саги, написание их экспромтом, по случаю, делает их как бы поэтической иллюстрацией происходящего или выражает мысли и чувства произносящего стихотворные строки. В сагах неоднократно описаны даже соревнования героев, поочередно говорящих висы (напр., в «Саге о Гуннлауге»). Признаётся, однако, что далеко не все висы, приведённые в сагах как импровизации, таковыми и являются. Более того, они не обязательно были сочинены теми персонажами, которым они приписываются, а могли возникнуть в период устного бытования саги или при её записи.

## Знаменитые скальды
Первым скальдом называли Браги Старого (Браги Боддасон). Он жил в Норвегии в те времена, когда Исландия ещё не была заселена, и считается предком ряда исландцев, живших в IX—X веках. Судя по его месту в их биографиях, он жил в первой половине IX века. Его висы — древнейшие из сохранившихся скальдических стихов, это хвалебные песни в честь норвежских конунгов. Также сохранились рассказы о его необычной проницательности и мудрости. В исландской традиции упоминается один из асов по имени Браги. Есть мнение, что именно первый скальд был превращён в бога поэзии.

В глыбах плеска Гевьон

В глубь везла Зеландье.
У волов валил аж
С лядвей жар да с паром.
Лун во лбах их восемь
Лепые светлели.
К данам бармы боя -
Бычья шла добыча.

— Браги Старый, перевод С.В. Петрова
Виса рассказывает легенду о том, как остров Зеландия был выигран великаншей Гевьон и увезён ею от Швеции.
Эгиля Скаллагримссона (ок. 910—990 гг.) считают самым выдающимся из скальдов. О нём сложена «Сага об Эгиле», одна из лучших исландских «родовых саг». Сохранилось сравнительно большое количество его произведений, и в том числе знаменитый «Выкуп головы», сочинив который, он был отпущен на свободу своим злейшим врагом норвежским конунгом Эйриком Кровавая Секира.

Буй-дева снова

Длить бой готова,
Звенят подковы
Коня морского.
Жала из стали
Жадно ристали,
Со струн летели
Ястребы к цели.
— Эгиль Скаллагримссон, перевод С.В. Петрова
Другими известными скальдами были Эйвинд Финнсон Погубитель Скальдов, Кормак Эгмундарсон (герой «Саги о Кормаке»), Гисли сын Торбьёрна Кислого («Сага о Гисли»), Халльфред Трудный Скальд, Гуннлауг Иллугасон Змеиный Язык («Сага о Гуннлауге»), Бьёрн Арнгейрссон Богатырь с Хит-реки («Сага о Бьёрне»), Тормод Берасон Скальд Чёрных Бровей («Сага о побратимах»), Харальд Сигурдарсон Суровый, (Баян Скальд Черниговский) и др.

## Тексты
- Мифы и легенды. Тексты
- Скальдическая поэзия. Тексты